# Zapopan
Zapopan és una ciutat i un dels 125 municipis que conformen l'estat de Jalisco, a Mèxic. Va ser part de la Província de Nova Galícia, al Nuevo Reino de Galícia, entre la seva fundació i 1786, i de la Intendència de Guadalajara de 1786 a 1821. Es troba a la regió centre de l'estat, a la macroregió del Bajío Occidente o Centre Occident de Mèxic. És el municipi més poblat de l'Àrea metropolitana de Guadalajara. Forma part de l'Alianza Bajío-Occidente.
El municipi té una població de 1,47 milions d'habitants, sent el setè més poblat de Mèxic (Cens 2020). 11
Zapopan és el municipi amb major PIB per capita i IDH de Jalisco, així com un dels 50 municipis amb major IDH i PIB per capita a Mèxic.